# ウィリアム・スティンプソン
ウィリアム・スティンプソン（William Stimpson, 1832年2月14日 - 1872年5月26日）は、アメリカ合衆国の動物学者。海洋生物学、特に無脊椎動物の研究で功績を残したが、シカゴ大火で研究成果の殆どを失い、失意のうちに死去した。

## 生涯
マサチューセッツ州ボストンで生まれ、進学したハーバード大学ではルイ・アガシーに師事した。
1853年から1856年にかけて北太平洋学術調査艦隊に参加し、北太平洋産の無脊椎動物を多数採集した。開国後の日本でも採集を行っており、採集地として函館、下田、小笠原、沖縄などが記録されている。この探検で4新属34新種を含む14科26属50種の標本を収集した。
ワシントンD.C.に定住し、スミソニアン学術協会にメガテリウムクラブ（Megatherium Club）を設立した。その後、クラブ会員のロバート・ケニコットがシカゴ科学院の院長を辞職すると、後任としてシカゴに赴いた。
しかし、1871年のシカゴ大火で科学院が被災、スティンプソンの研究成果や標本もほとんど焼失してしまった。さらに翌年に結核を患い、40歳で死去した。カニ類については詳細な報告が出来ていたが、エビ類については短い文章しか残らず、模式標本も大火でほとんど失われた。
おもに甲殻類や貝類など948種を新種として記載し、この中には日本産の種類も多く含まれている。

## 献名
多くの動物の学名に、スティンプソンに対する献名として"stimpsoni"が命名されている。以下にその一部を挙げる。
- 魚類
  - ボウズハゼの一種（英名Stimpson's goby） Sicydium stimpsoni Gill, 1860
  - アナゴの一種 Bathycongrus stimpsoni Fowler, 1934
- 甲殻類
  - スナガニ Ocypode stimpsoni Ortmann, 1897
- 貝類
  - ババガセ（ヒザラガイの一種） Placiplorella stimpsoni (Gould, 1859)
  - ツシマギセル（キセルガイの一種） Paganizaptyx stimpsoni (A. Adams, 1868)
  - マボロシイモ（イモガイの一種、別名スチンプソンイモガイ） Conus stimpsoni Dall, 1902
  - ビノスガイ（アサリに近縁の二枚貝） Mercenaria stimpsoni (Gould, 1861)
- 鳥類
  - リュウキュウキジバト（キジバトの南西諸島亜種） Streptopelia orientalis stimpsoni (Stejneger, 1887)